# 동요회
동요회(同耀會)는 일제강점기에 조선귀족 59명이 결성한 단체이다.
1910년 한일 병합 조약 체결로 일본 제국과 대한제국이 일본 제국으로 통합된 직후, 일제는 구 대한제국 황실의 종친과 고위 관료, 한일 병합 공로자들에게 귀족 작위를 수여했다. 일본 귀족의 최고 작위인 공작은 제외하고 후작, 백작, 자작, 남작의 4개 작위가 총 76명에게 수여되었으나, 이 가운데 한규설 등 9명이 수작을 거절하여 67명만이 조선귀족이 되었다.
동요회를 조직한 59명은 1910년 후작, 백작, 자작, 남작의 작위를 받은 67명 중 생존자와 작위를 물려받은 후손들로 구성되어 있다.
1937년 당시 동요회의 이사장은 이완용의 손자인 이병길이었고, 이사는 자작 김호규, 박부양, 이홍묵, 남작 한상억이 맡고 있었다. 이들은 1937년 9월 3일, 동요회의 귀족 가문을 대상으로 모금한 성금 1만원을 중일 전쟁을 일으킨 일제에 국방헌금으로 헌납했다.

## 같이 보기
- 조선귀족

## 참고자료
- 백기완, 송건호, 임헌영 (2004년 5월 20일). 〈일제 말 친일 군상의 실태 (임종국)〉. 《해방전후사의 인식 (1)》. 서울: 한길사. 249쪽쪽. ISBN 8935655422.